# Cheikh Diamanka Senghor
Cheikh Diamanka Senghor (* 20. Januar 2001 in Dakar) ist ein spanisch-senegalesischer Fußballspieler.

## Karriere
Cheikh Diamanka erlernte das Fußballspielen in den spanischen Jugendmannschaften des FC Elche und dem Kelme CF. Von Juli 2020 bis Juni 2022 spielte er in Spanien beim unterklassigen Elche CF Ilicitano II. Die Saison 2022/23 stand er in Portugal beim unterklassigen GD Coruchense in Coruche unter Vertrag. Über den belgischen Verein KFC Dessel Sport wechselte er im Februar 2024 zum bulgarischen Erstligisten FC Hebar Pasardschik. Für den Verein aus Pasardschik bestritt er bis Jahresende 30 Ligaspiele. Im Januar 2025 zog es ihn nach Japan. Hier schloss er sich in Fujieda dem Zweitligisten Fujieda MYFC an.